# Cerro Sayes
Der Cerro Sayes (spanisch, in Argentinien Cerro Dos Gemelos für Zwillingshügel) ist ein Hügel im Norden des Grahamlands auf der Antarktischen Halbinsel. Auf der Trinity-Halbinsel ragt er 1,5 km südlich des Fidase Peak auf.
Chilenische Wissenschaftler benannten ihn nach dem Flugzeugmechaniker Juan Sayes Troncoso von der Fuerza Aérea de Chile, der bei der 1. Chilenischen Antarktisexpedition (1946–1947) zur Besatzung des Schiffs Angamos gehört hatte.